# ژاک دونیول-والکروز
ژاک دونیول-والکروز (فرانسوی: Jacques Doniol-Valcroze‎; ۱۵ مارس ۱۹۲۰ – ۶ اکتبر ۱۹۸۹) یک هنرپیشه، کارگردان، و فیلم‌نامه‌نویس اهل فرانسه بود. از فیلم‌ها یا برنامه‌های تلویزیونی که وی در آن نقش داشته‌است می‌توان به چهارصد ضربه، ژان دیلمان، شماره ۲۳ که‌دو کومرس، ۱۰۸۰ بروکسل و اورفئوس اشاره کرد.